# Mount Weininger
Il Monte Weininger (in lingua inglese: Mount Weininger) è una vasta montagna antartica, per lo più priva di ghiaccio, alta 1.970 m, situata all'estremità settentrionale della Mackin Table, alla quale è collegata da una piccola dorsale, nel Patuxent Range dei Monti Pensacola, in Antartide. 
Il monte è stato mappato dall'United States Geological Survey (USGS) sulla base di rilevazioni e foto aeree scattate dalla U.S. Navy nel periodo 1956-66.
La denominazione è stata assegnata dall'Advisory Committee on Antarctic Names (US-ACAN), in onore di Richard B. Weininger, responsabile scientifico della Base Amundsen-Scott durante l'inverno del 1967.